# 毛井镇
毛井镇，是中华人民共和国甘肃省庆阳市环县下辖的一个乡镇级行政单位，辖15个行政村，17580人。
2015年，甘肃省民政厅批复同意撤销毛井乡，设立毛井镇。

## 行政区划
毛井镇下辖以下地区：
大户掌村、丁连掌村、二条硷村、高家洼村、红糜湾村、红土嘴村、黄寨柯村、马趟村、乔崾岘村、山西掌村、施家滩村、杨东掌村和砖城子村。